# Liste der Kulturgüter in Scharans
Die Liste der Kulturgüter in Scharans enthält alle Objekte in der Gemeinde Scharans im Kanton Graubünden, die gemäss der Haager Konvention zum Schutz von Kulturgut bei bewaffneten Konflikten, dem Bundesgesetz vom 20. Juni 2014 über den Schutz der Kulturgüter bei bewaffneten Konflikten sowie der Verordnung vom 29. Oktober 2014 über den Schutz der Kulturgüter bei bewaffneten Konflikten unter Schutz stehen.
Objekte der Kategorien A und B sind vollständig in der Liste enthalten, Objekte der Kategorie C fehlen zurzeit (Stand: 1. Januar 2023).

## Kulturgüter
| Foto |                                                                               | Objekt                                             | Kat. | Typ | Standort                    | Beschreibung |
| ---- | ----------------------------------------------------------------------------- | -------------------------------------------------- | ---- | --- | --------------------------- | ------------ |
| ja   | Datei hochladen · Wikidata zu Haus Bardill (ehemaliges Haus Gees) (Q14662392) | Haus Bardill (ehemaliges Haus Gees) KGS-Nr.: 03239 | A    | G   | Cresta 6 754475 / 175894    |              |
| BW   | Datei hochladen · Wikidata zu Haus Buchli-Balzer (Q29785041)                  | Haus Buchli-Balzer KGS-Nr.: 03240                  | B    | G   | Sumvitg 48 754522 / 175845  |              |
| BW   | Datei hochladen · Wikidata zu Häuser Nr. 36 und 38 (Q29785044)                | Häuser Nr. 36 und 38 KGS-Nr.: 03241                | B    | G   | Cresta 4, 8 754475 / 175890 |              |
| ja   | Datei hochladen · Wikidata zu Reformierte Kirche Scharans (Q2137045)          | Reformierte Kirche KGS-Nr.: 03242                  | B    | G   | Cadiepel 754485 / 176085    |              |
| BW   | Datei hochladen · Wikidata zu Wohnhaus Joos (Q29785045)                       | Wohnhaus Joos KGS-Nr.: 10781                       | B    | G   | Cadiepel 14 754450 / 176096 |              |
| BW   | Datei hochladen · Wikidata zu Wohnhaus Patzen Kohler (Q29785046)              | Wohnhaus Patzen Kohler KGS-Nr.: 10782              | B    | G   | Linda 5 754450 / 176040     |              |